# Rosinha Garotinho
Rosângela Rosinha Garotinho Barros Assed Matheus de Oliveira, née le 6 avril 1963, est la première femme à être élue gouverneur de l'État de Rio de Janeiro. Élue en 2002, elle succède à Benedita da Silva.